# Операция «Заяц-беляк»
Операция «Заяц-беляк» (нем. Operation Schneehase) — карательная антипартизанская операция, проведённая немецкими оккупантами с 28 января по 12 февраля 1943 года на севере Белоруссии (Дриссенский, Освейский, Полоцкий, Россонский районы) на запад от железной дороги Полоцк — Невель с целью подавления сопротивления немецким оккупационным властям, путем создания полосы «выжженной земли» в 30-40 километров.

## Партизанский край
На стороне партизан действовали различные бригады и отряды, силы которых из-за нерегулярного состава трудно оценить. Однако, четыре граничащие с Латвией района Белоруссии и России (Дриссенский, Освейский, Россонский и Себежский) к началу 1943 года плотно контролировались советскими партизанами (Россонско-Освейский партизанский край).
Агентура абвера оценивала численность белорусских партизан в 500 человек, а латышского партизанского отряда Вилиса Самсонса — в 80 человек. Однако реальная численность партизан была в десять раз больше.

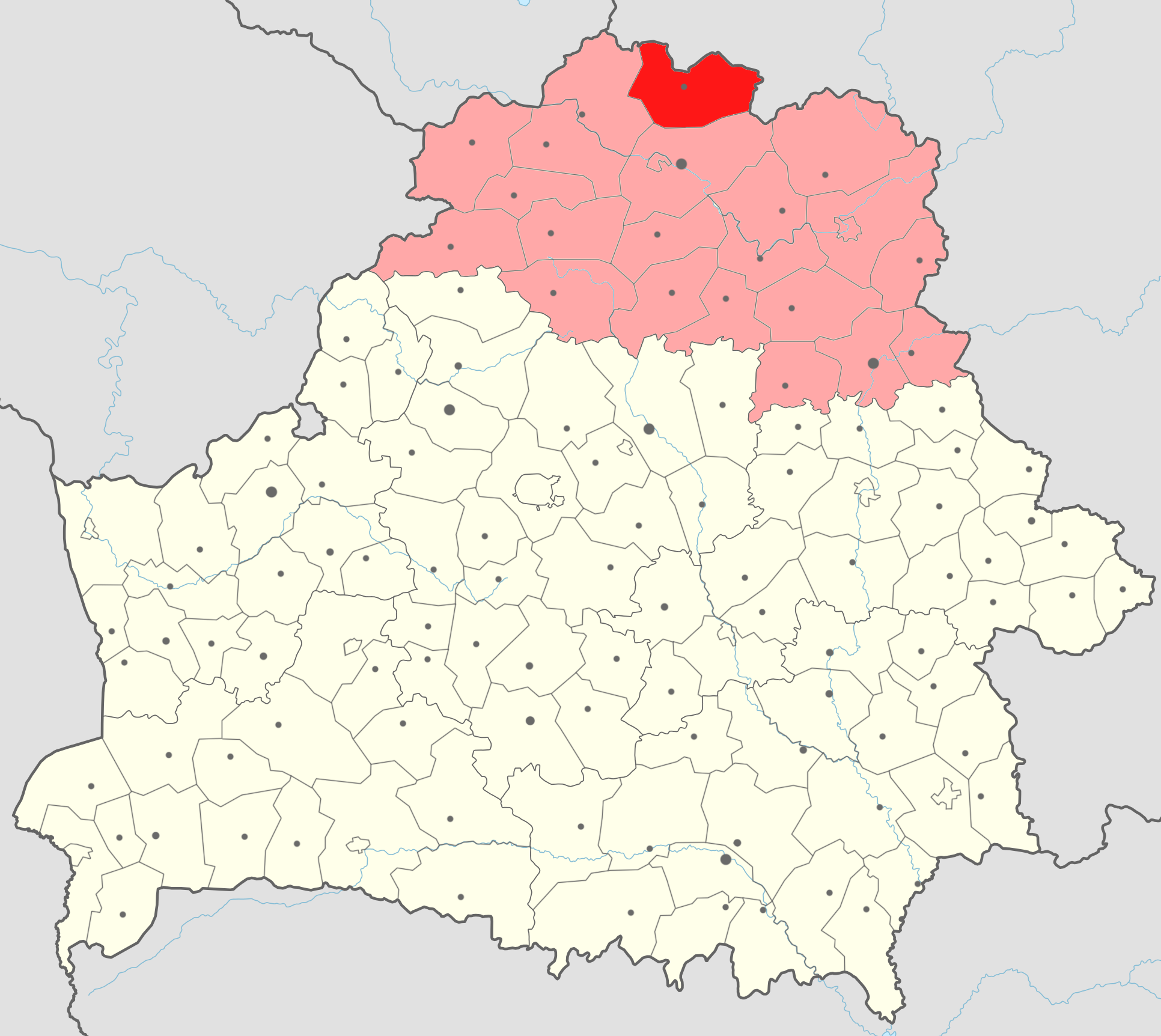
Россонский район (Витебская область Белоруссии) — одна из территорий, охватывавшаяся Россонско-Освейским партизанским краем, в котором было сильное партизанское сопротивление оккупантам

Себежский район (Псковская область
России) — одна из территорий, охватывавшаяся Россонско-Освейским партизанским краем

Немецко-фашистское оккупационное командование опасаясь, что наличие сильного партизанского движения создаёт предпосылки для проведения Красной Армией многочисленных диверсионных операций в их тылу, попыталось ликвидировать как самих партизан, так и население этих районов, которое им помогало.

## Участники карательной операции
В операции под кодовым названием «Заяц-беляк» участвовали:
- 4 полка 201-й охранной дивизии,
- батальоны 8-го полка 1-й моторизованной бригады СС,
- подразделения 281-й охранной[нем.] и 391-й учебно-полевой[нем.] дивизий,
- авиаподразделения,
- гарнизоны Себежа, Идрицы, Пустошки, Новохованска,
- специальные хозяйственные команды.

В дальнейшем нацисты уменьшили участие собственных частей в карательных операциях, уже в следующей масштабной акции «Зимнее волшебство» массово использовав вместо них латышские полицейские батальоны.

## Ход операции
Каратели наступали сходящимися группировками из районов озера Язно и станции Дретунь, чтобы прижать партизан к железной дороге Полоцк — Идрица, а затем и уничтожить встречным ударом со стороны Освейского озера.
Военный совет партизанских бригад создал две ударные группировки.
Северная группировка включала 1-ю (Ф. Т. Бойдин), 3-ю (А. М. Гаврилов), 5-ю (М. И. Карнаушенко) Калининские бригады, три отряда бригады «За Советскую Беларусь», Особый латышский партизанский отряд (Вилис Самсон).
Южная группировка включала Дриссенскую бригаду (Г. П. Герасимов), отряды бригад Освейской имени Фрунзе (И. К. Захаров), Рассонской имени Сталина (Р. А. Охотин), бригады «Спартак» (А. Н. Пономарев).
В тылу карателей действовала бригада «Неуловимые» (М. С. Прудников), в резерве — бригада имени С. М. Короткина (П. А. Хомченко).
Тылы и фланги ударных групп прикрывали 4-я (В. М. Лисовский), 6-я (В. Г. Семин), 10-я (Н. М. Вараков), 11-я (С. В. Гребенкин) Калининские бригады, часть отрядов Освейской бригады имени Фрунзе.
Объединенные силы партизан 11 февраля перешли в контрнаступление и до 15 февраля вытеснили противника из Рассонского района.
В ответ 14 февраля 1943 года практически синхронно на востоке и западе Витебской области гитлеровцы начали новые карательные операции — «Шаровая молния» и «Зимнее волшебство».

## Убийства и поджоги
Партизанские отряды Россонско-Освейской зоны не понесли в ходе операции больших потерь.
Удар карателей пришелся на мирных жителей.
По подсчетам партизан, с 25 января по 16 февраля 1943 г. в Россонском районе было сожжено 260 жилых домов, расстреляно и сожжено заживо 1245 человек, в том числе 216 мужчин (включая стариков), 815 женщин и 214 детей.
В том числе в деревнях погибли: Альбрехтово — 45 человек, Байдино и Тройдавичи — 140 человек, Гарбачево — 120 человек, Двор Чарепито — 63 человека, Избище — 36 человек, Межево и Замошше — 36 человек.
Вместе с жителями уничтожены деревни Вауково, Велле, Гарелая Яма, Гуйды, Ниуе, Плигавки, Роженово.

## Геноцид населения Белоруссии
Карательные операции против партизан и мирного населения Белоруссии фашисты начали с первых дней оккупации, с июля 1941 года, когда полицейский полк «Центр» уничтожил многие населенные пункты в Беловежской пуще. В августе гитлеровцы бесчинствовали в Ивацевичах и близ Лепеля, а также в Богушевском районе. Оттуда направлялись рапорты о результатах: так, в районе Богушевска гитлеровцами было расстреляно 13 788 человек.
Всего за годы оккупации гитлеровцы провели в Белоруссии более 140 карательных операций.
Массовое уничтожение мирного населения Белоруссии привело к тому, что республика потеряла за годы Великой Отечественной войны треть своего населения.